# Naomichi Marufuji
 (mars 2022).
Naomichi Marufuji (丸藤正道, Marufuji Naomichi) (né le 26 septembre 1979 à Kitaadachi, préfecture de Saitama) est un catcheur (lutteur professionnel) japonais. Il travaille actuellement à la Pro Wrestling NOAH.
Formé au dojo de l'All Japan Pro Wrestling (AJPW) par Mitsuharu Misawa il rejoint son mentor après son départ de l'AJPW en 2000 quand il fonde la Pro Wrestling NOAH.

## Carrière
Marufuji fait de la lutte amateur durant sa scolarité, plus tard il rejoint la All Japan Pro Wrestling. Dans les premières années de sa carrière il est jobber; dans l'un des matchs inter-promotion, il catche à la Michinoku Pro Wrestling en 1999, dans un match lucha libre six-man tag team. Après la division de la NOAH, il rejoint cette promotion et devient lutteur dans la catégorie Junior Heavyweight division, avec son style high-flying. Il fait alors équipe avec  KENTA, et ils remportent la  Super J Cup de 2004.

### Asistencia Asesoría y Administración
Lors de AAA Star Battle Japan 2016, lui, Akebono et Rey Mysterio battent Pentagón Jr., Brian Cage et El Texano Jr..

### New Japan Pro Wrestling (2003-2016)
Le 22 décembre 2009, il bat Jushin Thunder Liger dans le premier tour de la Super J Cup 2009. Le lendemain, il bat Tiger Mask, Ryusuke Taguchi et enfin Prince Devitt en finale pour gagner la Super J Cup 2009 et un match pour le IWGP Junior Heavyweight Championship. Lors de Wrestle Kingdom IV, il bat Tiger Mask IV et remporte le IWGP Junior Heavyweight Championship. Avec sa victoire Marufuji est devenu la première personne à détenir les trois principaux titres junior Heavyweight au Japon (All Japan, Noah et NJPW). Lors de Dominion 6.19, il perd son titre contre Prince Devitt.

### Pro Wrestling Noah (2000-...)
Lors de Final Burning In Budokan, Minoru Suzuki et lui perdent contre NO FEAR (Takao Omori et Yoshihiro Takayama).[réf. nécessaire]
Le 5 mars 2006, Marufuji bat l'ancien champion  AJPW Triple Crown Heavyweight  et GHC Heavyweight Champion Akira Taue. Le 9 septembre, il bat Jun Akiyama pour le GHC Heavyweight Championship au Budokan Hall, en utilisant le Perfect Inside Cradle. Il est le plus jeune champion à avoir remporté ce titre (26 ans).[réf. nécessaire]
Marifuji défend son titre face à son ancien coéquipier KENTA le 29 octobre 2006, il gagne et remporte le Tokyo Sports Grand Prix.[réf. nécessaire]
Le 10 décembre 2006, il perd son titre contre Mitsuharu Misawa.[réf. nécessaire]
Le 24 décembre 2010, Atsushi Aoki et lui battent Koji Kanemoto et Tiger Mask IV et remportent les GHC Junior Heavyweight Tag Team Championship.
Le 9 décembre 2012, Takashi Sugiura et lui battent Akitoshi Saito et Gō Shiozaki et remportent les GHC Tag Team Championship pour la deuxième fois[réf. nécessaire]. Lors de NOAH Great Voyage 2013 à Yokohama, ils perdent leurs titres contre Chaos (Takashi Iizuka et Toru Yano)[réf. nécessaire]. Le 5 juillet 2014, il bat Yūji Nagata et remporte le GHC Heavyweight Championship pour la deuxième fois[réf. nécessaire]. Le 15 mars, il perd le titre contre Minoru Suzuki[réf. nécessaire]. En novembre, il participe au Global League 2015 qu'il remporte en battant en finale Shelton X Benjamin[réf. nécessaire]. Le 23 décembre, il bat Minoru Suzuki et remporte pour la troisième fois le GHC Heavyweight Championship[réf. nécessaire]. Le 31 janvier 2016, il perd le titre contre Takashi Sugiura[réf. nécessaire].
Du 21 avril au 4 mai, il participe en compagnie de Toru Yano, au Global Tag League 2016. Ils terminent deuxième de leur round-robin block, avançant jusqu'en finale, où ils battent les GHC Tag Team Champions, Killer Elite Squad (Davey Boy Smith et Lance Archer), pour remporter le tournoi[réf. nécessaire]. Le 28 mai, ils battent les Killer Elite Squad et remportent les GHC Tag Team Championship[réf. nécessaire]. Le 23 novembre, ils perdent les titres contre les Killer Elite Squad. 
Le 14 avril, Maybach Taniguchi et lui battent Kenoh et Takashi Sugiura et remportent les GHC Tag Team Championship,. Le 4 mai, ils remportent le Global Tag League 2017 en battant Atsushi Kotoge et Gō Shiozaki en finale[réf. nécessaire]. Le 26 août, ils perdent les titres contre Atsushi Kotoge et Gō Shiozaki[réf. nécessaire].
Le 28 juillet 2018, Akitoshi Saito et lui battent The Agression (Katsuhiko Nakajima et Masa Kitamiya) et remportent les GHC Tag Team Championship[réf. nécessaire].
Le 5 janvier 2020, Masaaki Mochizuki et lui battent AXIZ (Gō Shiozaki et Katsuhiko Nakajima) et remportent les GHC Tag Team Championship. Le 19 avril, ils perdent les titres contre Sugiura-gun (El Hijo de Dr. Wagner Jr. et René Duprée).
Lors de CyberFight Festival 2021, il bat Keiji Mutō et remporte le GHC Heavyweight Championship pour la quatrième fois. Lors de Grand Square 2021 In Osaka, il perd son titre contre Katsuhiko Nakajima après 126 jours de règne.
Lors de Demolition Stage 2021 In Yokohama, Keiji Mutō et lui battent Masa Kitamiya et Kaito Kiyomiya et remportent les GHC Tag Team Championship.
Lors de Majestic 2023, il perd contre Jake Lee et ne remporte pas le GHC Heavyweight Championship[réf. nécessaire].
Lors de Grand Ship 2024 In Yokohama, Takashi Sugiura et lui battent Good Looking Guys (Jack Morris et Anthony Greene) et remportent les GHC Tag Team Championship pour la troisième fois[réf. nécessaire]. Lors de The New Year 2025, ils perdent leur titres contre Team 2000 X (Jack Morris et Omos)[réf. nécessaire].

### Ring of Honor (2005-2007)
Il part pour les États-Unis avec Kenta Kobashi et KENTA. Lors de Final Battle 2005, il perd contre Bryan Danielson et ne remporte pas le ROH World Championship, mais reçoit une standing ovation après le match[réf. nécessaire].

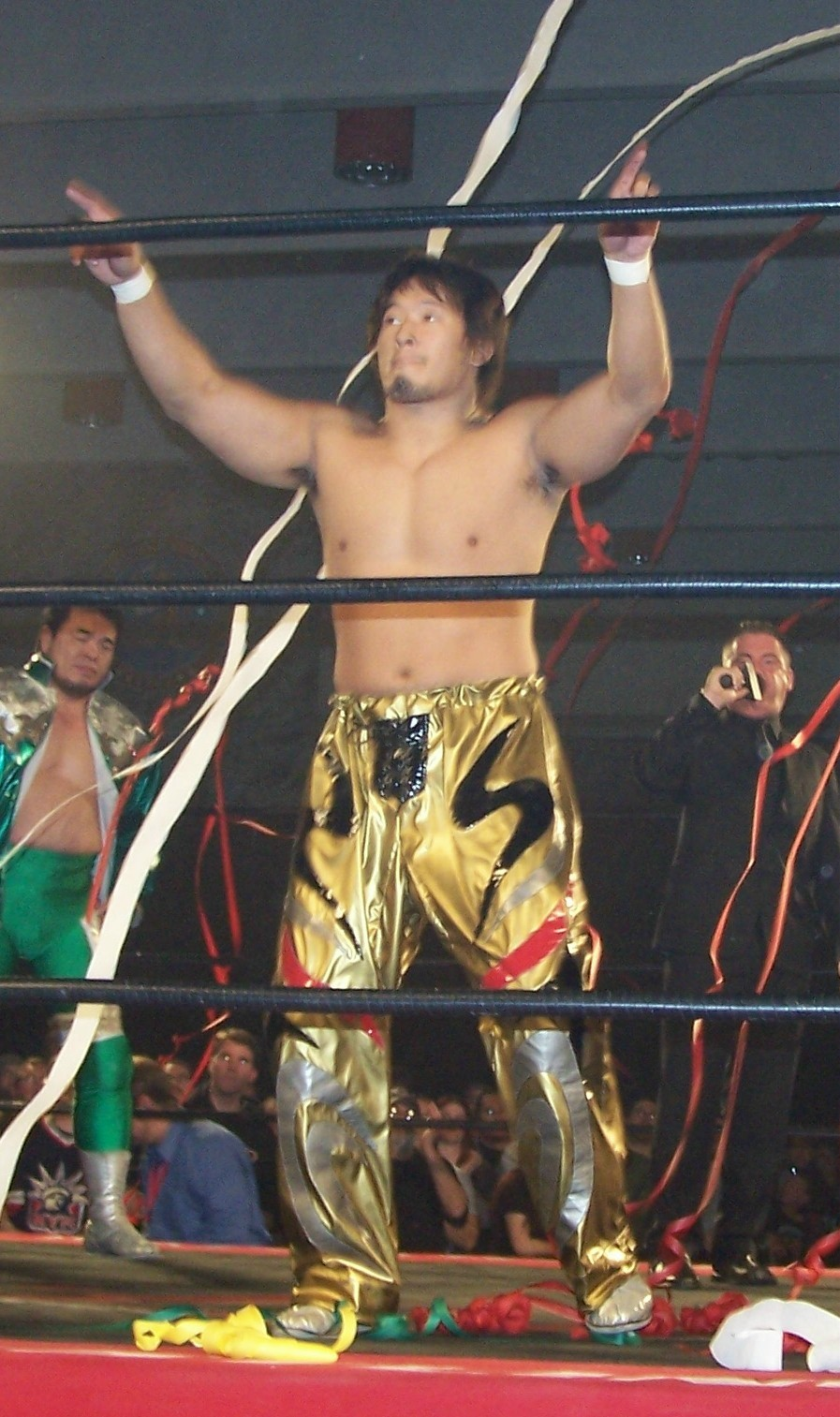
Marufuji en Novembre 2007

Marufuji retourne une seconde fois à la Ring of Honor pour le main event de Best in the World le 25 mars 2006 à New York City, il fait équipe avec KENTA pour la première fois aux États-Unis contre l'équipe Samoa Joe et Bryan Danielson ; l'équipe remporte le match quand KENTA porte le tombé sur Danielson.
Lors de Final Battle 2008, il perd contre Nigel McGuinness et ne remporte pas le ROH World Championship.

### Impact Wrestling (2017-2019)
Il fait ses débuts à la fédération lors de Slammiversary XV, ou lui et Taiji Ishimori perdent contre The Latin American Xchange (Ortiz et Santana) dans un Four-way lucha rules unification match qui comprenaient également Drago et El Hijo del Fantasma et Laredo Kid et Garza Jr. et ne remportent pas les Impact World Tag Team Championship et les GFW Tag Team Championship. Lors de l'Impact Wrestling du 27 juillet, lui, Eddie Edwards et Moose perdent contre Chris Adonis, Eli Drake et Ethan Carter III.

## Palmarès
- All Japan Pro Wrestling
  - 1 fois AJPW World Junior Heavyweight Championship
  - Champion Carnival (2018)

- Dramatic Dream Team
  - 1 fois KO-D Tag Team Championship avec Harashima

- New Japan Pro Wrestling
  - 1 fois IWGP Junior Heavyweight Championship
  - Super J-Cup (2004, 2009)

- Pro Wrestling NOAH
  - 4 fois GHC Heavyweight Championship
  - 1 fois GHC Junior Heavyweight Championship
  - 9 fois GHC Tag Team Championship avec Minoru Suzuki (1), Takashi Sugiura (3), Toru Yano (1), Maybach Taniguchi (1), Akitoshi Saito (1), Masaaki Mochizuki (1) et Keiji Mutō (1)
  - 2 fois GHC Junior Heavyweight Tag Team Championship avec KENTA (1) et Atsushi Aoki (1)
  - 1 fois GHC Openweight Hardcore Championship
  - Differ Cup (2005)
  - Global League (2015)
  - Global Tag League (2012) avec Muhammad Yone
  - Global Tag League (2016) avec Toru Yano
  - Global Tag League (2017) avec Maybach Taniguchi

- World Entertainment Wrestling
  - 1 fois WEW Tag Team Championship avec Tamon Honda

## Récompenses des magazines
- Pro Wrestling Illustrated

| Année | 2001 | 2002 à 2003 | 2004 | 2005 | 2006 | 2007 | 2008 | 2009 | 2010 | 2011 | 2012 | 2013 | 2014 | 2015 | 2016 | 2017 | 2018 | 2019 | 2020 | 2021 | 2022 |
| ----- | ---- | ----------- | ---- | ---- | ---- | ---- | ---- | ---- | ---- | ---- | ---- | ---- | ---- | ---- | ---- | ---- | ---- | ---- | ---- | ---- | ---- |
| Rang  | 209  | Non classé  | 55   | 32   | 57   | 27   | 90   | 91   | 52   | 70   | 132  | 119  | 130  | 48   | 80   | 160  | 58   | 78   | 190  | 79   | 121  |

- Tokyo Sports Grand Prix
  - Outstanding Performance Award (2006)
  - Best Bout Award (2006) vs. KENTA (29 octobre, 2006)

- Wrestling Observer Newsletter awards
  - Tag Team of the Year (2003, 2004) avec KENTA

- Power Slam
  - PS 50 : 2003/10, 2004/13, 2005/8, 2006/5, 2007/9, 2008/8.